# Molino (Florida)
Molino ist ein census-designated place (CDP) im Escambia County im US-Bundesstaat Florida. Das U.S. Census Bureau hat bei der Volkszählung 2020 eine Einwohnerzahl von 1.296 ermittelt.

## Geographie
Der CDP wird vom U.S. Highway 29 tangiert und liegt rund 35 km nördlich von Pensacola.

## Demographische Daten
Laut der Volkszählung 2010 verteilten sich die damaligen 1277 Einwohner auf 518 Haushalte. Die Bevölkerungsdichte lag bei 70,9 Einw./km². 75,3 % der Bevölkerung bezeichneten sich als Weiße, 20,7 % als Afroamerikaner, 1,4 % als Indianer und 0,5 % als Asian Americans. 0,9 % gaben die Angehörigkeit zu einer anderen Ethnie und 1,3 % zu mehreren Ethnien an. 2,0 % der Bevölkerung bestand aus Hispanics oder Latinos.
Im Jahr 2010 lebten in 36,5 % aller Haushalte Kinder unter 18 Jahren sowie 30,6 % aller Haushalte Personen mit mindestens 65 Jahren. 73,4 % der Haushalte waren Familienhaushalte (bestehend aus verheirateten Paaren mit oder ohne Nachkommen bzw. einem Elternteil mit Nachkomme). Die durchschnittliche Größe eines Haushalts lag bei 2,79 Personen und die durchschnittliche Familiengröße bei 3,27 Personen.
29,5 % der Bevölkerung waren jünger als 20 Jahre, 19,5 % waren 20 bis 39 Jahre alt, 30,8 % waren 40 bis 59 Jahre alt und 20,1 % waren mindestens 60 Jahre alt. Das mittlere Alter betrug 41 Jahre. 48,6 % der Bevölkerung waren männlich und 51,4 % weiblich.
Das durchschnittliche Jahreseinkommen lag bei 49.500 $, dabei lebten 22,0 % der Bevölkerung unter der Armutsgrenze.
Im Jahr 2000 war Englisch die Muttersprache von 100 % der Bevölkerung.